# Ropica toekanensis
Ropica toekanensis är en skalbaggsart som beskrevs av Stefan von Breuning 1965. Ropica toekanensis ingår i släktet Ropica och familjen långhorningar. Inga underarter finns listade i Catalogue of Life.